# Anne-Marie Boudaliez
Anne-Marie Boudaliez est une résistante française, née à Peillac le 17 juillet 1920 et morte à Redon le 11 janvier 2015.

## Biographie
Étudiante en anglais à Rennes au début des années 1940 mais ayant sa famille à Redon, elle permet le déplacement du réseau de résistance VAR de Rennes à Redon. Elle joue un rôle d'intermédiaire entre personnes de confiance et héberge un opérateur radio ainsi que son matériel. Des émissions radio vers Londres ont lieu du sommet de la maison familiale, sur la butte Beaumont. Elle joue également un rôle dans d'autres actions de Résistance,. La guerre passée, elle devient enseignante en anglais à Lorient et Redon.

## Distinction
- Médaille de la Résistance française (décret du 15 octobre 1945)

## Hommages
En février 2015, le conseil municipal de Redon décide de baptiser du nom d'Anne-Marie Boudaliez l'une des rues de la ville.
Le 3 octobre 2024, le collège Bellevue de Redon est renommé en hommage à Anne-Marie Boudaliez, devenant ainsi le collège Anne-Marie Boudaliez.